# Thorin II Dębowa Tarcza

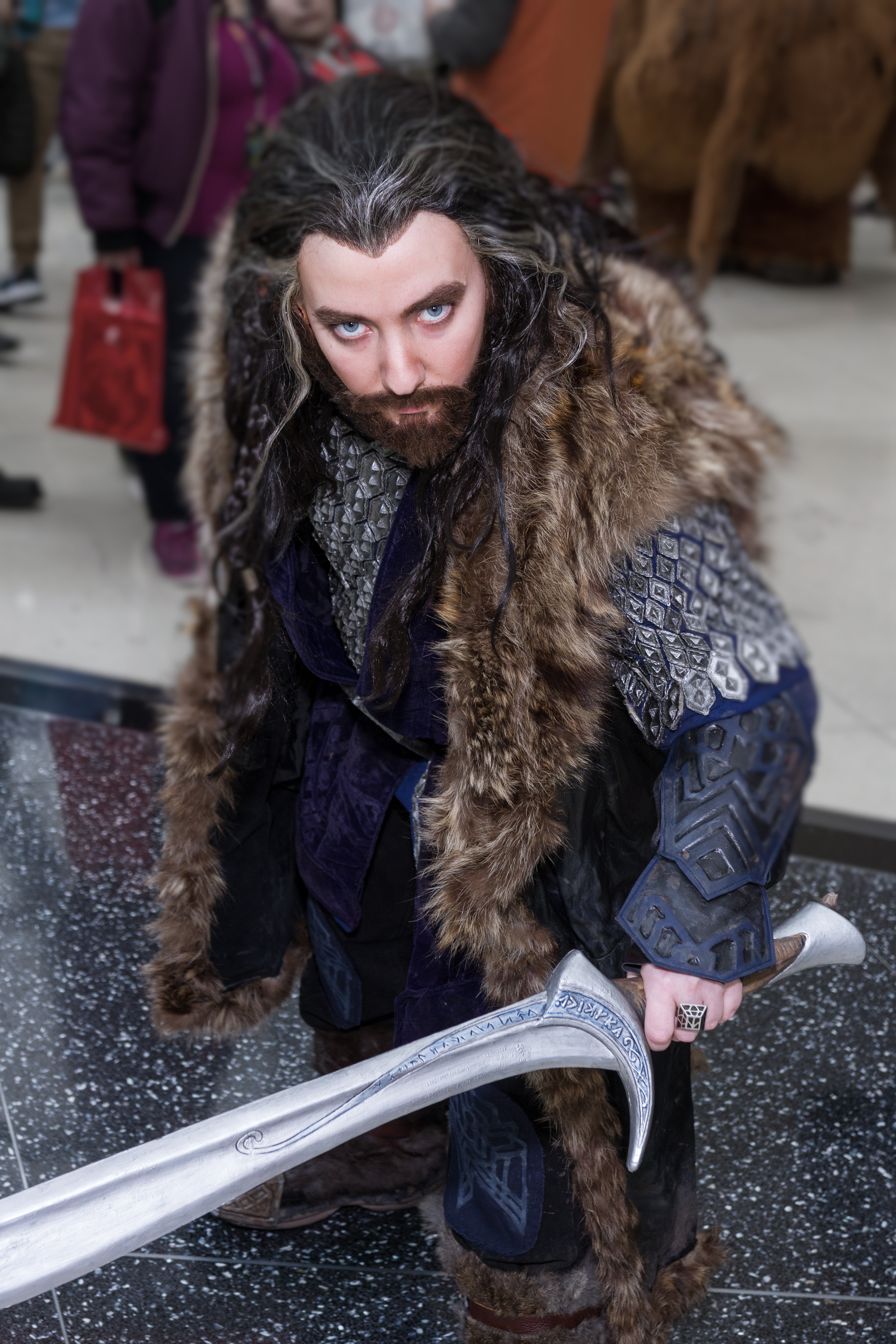
Przebranie Thorina inspirowane adaptacją filmową

Thorin II Dębowa Tarcza (ur. w 2746, zm. 23 listopada 2941 roku Trzeciej Ery) – postać ze stworzonej przez J.R.R. Tolkiena mitologii Śródziemia. Był władcą krasnoludów, organizatorem wyprawy po skarby Samotnej Góry, w której wziął udział Bilbo Baggins.
Jeden z głównych bohaterów Hobbita jest także wspominany we Władcy Pierścieni. Więcej informacji na jego temat można znaleźć w Dodatkach do trzeciego tomu tej powieści oraz w Niedokończonych opowieściach.

## Życiorys

### Młodość
Był najstarszym synem Thráina II. Miał brata Frerina i siostrę Dís. Przez 96 lat panował w latach 2845–2941 jako król Plemienia Durina i piąty Król pod Górą.
Urodził się i wychował w Ereborze. Przeżył napaść smoka Smauga na siedzibę krasnoludów w 2770 roku, gdyż przebywał wtedy poza Samotną Górą – wędrował po okolicy wraz z Balinem i grupą towarzyszy. Następnie razem z garstką ocalałych tułał się po Śródziemiu pod wodzą ojca i dziadka Thróra. Przez pewien czas mieszkał z nimi w Dunlandzie. Thorin brał udział w wojnie z orkami (2793 – 2799) i bardzo mężnie walczył w decydującej bitwie w dolinie Azanulbizar (2799).

### Król w Ered Luin
W 2802 roku, po dłuższej wędrówce po Eriadorze, osiedlił się wraz z ojcem i grupą współplemieńców w górach Ered Luin. Po zaginięciu Thráina w 2845 roku Thorin objął przywództwo nad plemieniem. Był wtedy

(...) krasnoludem wspaniałej i dumnej postawy, lecz nie rwał się, by opuścić Eriador. Pracował tam (...) i zdobył trochę mienia, plemię jego rozrosło się (...).

Jednak w ciągu kolejnych lat Thorin coraz częściej myślał o dokonaniu zemsty na smoku i odzyskaniu zagrabionych bogactw.

### Spotkanie z Gandalfem
Pewnego dnia (15 marca 2941 roku) Thorin spotkał w Bree lub na szlaku wiodącym do tej miejscowości Gandalfa Szarego. Po krótkiej rozmowie, w której krasnolud wspomniał o swoim pragnieniu powrotu do dawnej siedziby, razem udali się do Ered Luin.
W wyniku narad z czarodziejem Thorin postanowił podjąć tajemną wyprawę do Ereboru. W związku z tym zabrał ze sobą dwunastu towarzyszy. W Shire dołączył do nich jeszcze hobbit Bilbo Baggins, mimo że Thorin początkowo niechętnie się do niego odnosił i zabrał hobbita ze sobą tylko na usilne nalegania Gandalfa.

### Wyprawa do Ereboru i śmierć
Wyprawa była długa i pełna przygód. W jej trakcie Thorin odnalazł miecz elfów, Orcrist, którego odtąd używał w walce. Podczas marszu przez Mroczną Puszczę został uwięziony przez Thranduila, ale dzięki Bilbowi udało mu się wraz z pozostałymi krasnoludami uciec do Esgaroth, a stamtąd dotrzeć do Ereboru.
Ostatecznie krasnoludowie odzyskali skarby, a Smaug został zabity przez człowieka, Barda, potomka władców Dale. Thorin przybrał tytuł Króla pod Górą, lecz ogarnięty żądzą złota i dumą wdał się w spór z domagającymi się udziału w skarbie ludźmi z Esgaroth i elfami z Mrocznej Puszczy. Doszłoby do zbrojnego starcia zwaśnionych stron, gdyby nagły atak goblinów pod wodzą Bolga nie sprawił, iż spór o złoto przestała mieć znaczenie.
Na czele współtowarzyszy Thorin wziął udział w Bitwie Pięciu Armii. Mężnie walczył z goblinami, lecz była to jego ostatnia batalia. Odniósł bowiem ciężkie rany i zmarł w kilka godzin po bitwie, zdążywszy pożegnać się z Bilbem. Pochowano go we wnętrzu Ereboru, złożywszy razem z nim bezcenny Arcyklejnot i miecz Orcrist.
Thorin nigdy się nie ożenił i nie miał potomka. Jego następcą i spadkobiercą został krewniak, Dáin II Żelazna Stopa.

### Przydomek i imię
Thorin nosił przydomek Dębowa Tarcza, nadany mu po bitwie o Azanulbizar. Gdy w jej trakcie pękła mu tarcza, odrąbał toporem gałąź dębu i używał jej jako tarczy i jako pałki.
W rzeczywistości określenie Dębowa Tarcza jest tłumaczeniem z języka staronordyckiego imienia Eikinskjaldi. Tolkien zaczerpnął je z listy karłów, fragmentu Völuspy, pieśni zawartej w  Eddzie poetyckiej. Z tego samego źródła pochodzi imię Thorin (þórinn), które w staronordyckim znaczy odważny. W początkowych stadiach pisania Hobbita przywódca krasnoludów nosił imię Gandalf.

## Ekranizacja Petera Jacksona
W ekranizacji Hobbita w reżyserii Petera Jacksona Thorina Dębową Tarczę zagrał Richard Armitage.

## Poza uniwersum tolkienowskim
Na cześć Thorina Dębowej Tarczy pseudonim wykopaliskowy otrzymał neandertalski mężczyzna, którego szczątki odnaleziono w 2015 roku u wejścia do jaskini Mandrin w Dolinie Rodanu. Na podstawie badań z wykorzystaniem datowania radiowęglowego, życie osobnika datowane jest w przedziale ok. 52-42 tysiące lat temu.